# Knorren
De Knorren ofwel 6SB Knorren is een stoeltjeslift in Mayrhofen in de Oostenrijkse deelstaat Tirol. De lift is gebouwd door Doppelmayr voor de Mayrhofner Bergbahnen. De kabelbaan heeft 64 banken waarin 6 personen plaats kunnen nemen, en een totale capaciteit van 3000 personen per uur.

## De oude lift
De 6SB Knorren heeft een oude lift vervangen, een tweepersoonsstoeltjeslift. Deze lift werd gebouwd in 2003, ook door Doppelmayr. Die lift is vervangen omwille van de capaciteit en het comfort van de lift.

## Harakiri

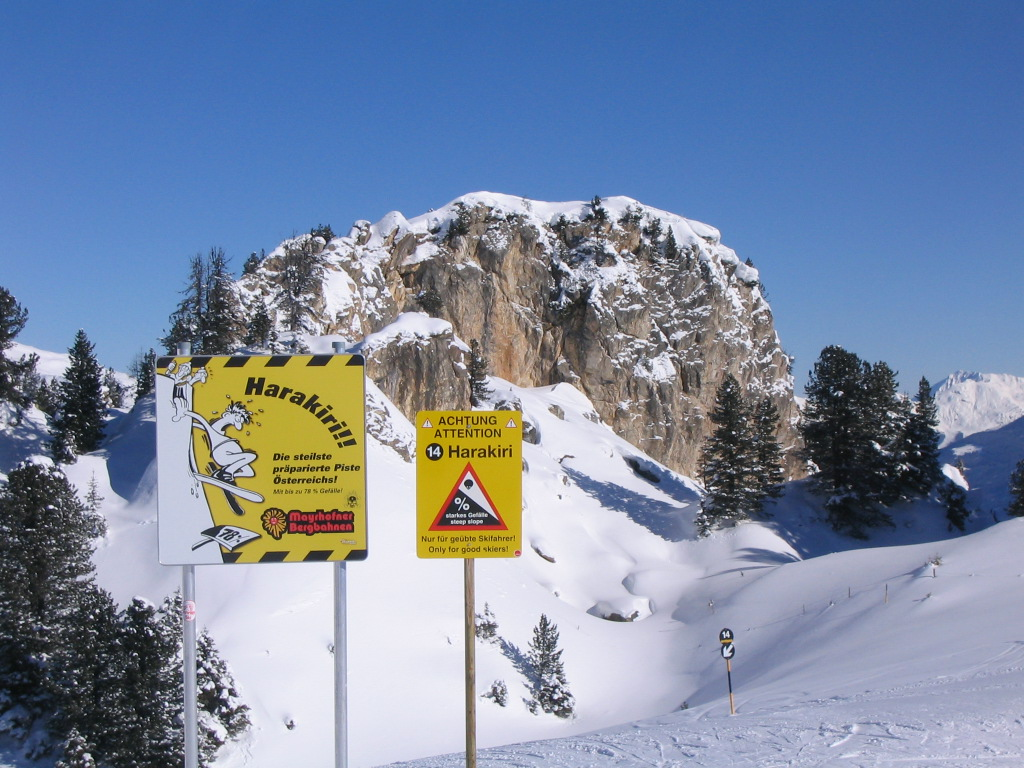
Bord met waarschuwing bij de skipiste.

De lift loopt over een steil stukje berg en heeft een maximale stijging van 90%. Onder de lift ligt de skipiste Harakiri, Japans voor zelfmoord. Het is een piste met een daling van 78% en daarmee de steilste van Oostenrijk.